# Operahuse i verden
Operahuse i verden er opdelt efter kontinent, derefter land. I tilfælde, hvor der ikke findes et dansk navn, og hvor det ikke er oplagt at bruge navnet på originalsproget, er operahusets engelske navn anført.

## Afrika

### Egypten
- Cairo Opera House, Cairo
- Sayed Darwish Theatre (Cairo Opera Company) (tidligere Theatre Mohamed Aly), Alexandria
- Damanhur Theatre, Damanhur
- Khedivial Opera House, Cairo

### Sydafrika
- Artscape Opera House (Cape Town Opera Company), Cape Town
- Johannesburg Civic Theatre, Johannesburg
- State Theatre, Pretoria

## Nord- og Sydamerika

### Argentina
- Teatro Colón, Buenos Aires
- Teatro Argentino de La Plata, La Plata
- Teatro Avenida, Buenos Aires
- Teatro Libertador General San Martin, Córdoba, Argentina
- Independencia Theater, Mendoza
- Teatro El Circulo, Rosario
- Teatro Municipal 1ro. de Mayo, Santa Fe
- Teatro Alberdi, San Miguel Tucumán
- Teatro San Martin, San Miguel Tucumán

### Brasilien
- Teatro Amazonas, Manaus
- Teatro Arthur Azevedo, São Luís
- Teatro da Paz, Belém
- Teatro José de Alencar, Fortaleza
- Teatro Santa Isabel, Recife
- Teatro Municipal, Rio de Janeiro
- Teatro Municipal, São Paulo
- Teatro Municipal, São João da Boa Vista
- Teatro Municipal, Santos
- Teatro São Pedro, São Paulo
- Ópera de Arame, Curitiba
- Teatro Pedro II, Ribeirão Preto
- Teatro São Pedro, Porto Alegre

### Canada
- Four Seasons Centre for the Performing Arts (Canadian Opera Company), Toronto, Ontario
- Manitoba Centennial Concert Hall (Manitoba Opera), Winnipeg, Manitoba
- Northern Alberta Jubilee Auditorium (Edmonton Opera), Edmonton, Alberta
- Opera Lyra Ottawa, Ottawa, Ontario
- Salle Wilfrid-Pelletier, et teater på Place des Arts, (Opéra de Montréal), Montréal, Quebec
- Southam Hall, National Arts Centre, Ottawa, Ontario
- Southern Alberta Jubilee Auditorium (Calgary Opera), Calgary, Alberta
- Queen Elizabeth Theatre (Vancouver Opera), Vancouver, British Columbia

### Chile
- Teatro Municipal, Santiago de Chile

### Colombia
- Teatro Colón, Bogotá
- Teatro Jorge Isaacs, Santiago de Cali
- Teatro Municipal, Santiago de Cali

### Costa Rica
- Teatro Nacional de Costa Rica, San José

### Cuba
- Gran Teatro de la Habana, Havana
- Teatro Sauto, Matanzas

### El Salvador
- Teatro Nacional de El Salvador, San Salvador

### Mexico
- El Palacio de Bellas Artes, Mexico City
- Teatro Degollado, Guadalajara
- Teatro Aguascalientes, Aguascalientes

### Uruguay
- Teatro Solís, Montevideo

### USA
- Academy of Music (Opera Company of Philadelphia), Philadelphia
- Bass Performance Hall (Fort Worth Opera), Fort Worth
- Benedum Center (Pittsburgh Opera), Pittsburgh
- Boston Opera House, Boston
- Brown Theater, Wortham Theater Center (Houston Grand Opera), Houston
- California Theater, (Opera San Jose), San Jose
- Central City Opera House (Central City Opera), Central City
- Civic Opera House (Lyric Opera of Chicago), Chicago, Illinois
- Clowes Memorial Hall, (Indianapolis Opera), Indianapolis
- Cobb Energy Performing Arts Centre, Atlanta
- Crosby Theatre (Santa Fe Opera), Santa Fe, New Mexico
- Detroit Opera House (Michigan Opera Theater), Detroit
- Dicapo Opera Theatre (Dicapo Opera), New York
- Dorothy Chandler Pavilion (Los Angeles Opera), Los Angeles
- Ellie Caulkins Opera House (Opera Colorado), Denver

- Harrison Opera House (Virginia Opera), Norfolk, Virginia
- Howard Gilman Opera House (Brooklyn Academy of Music), Brooklyn, New York
- Kennedy Center for the Performing Arts (Washington National Opera), Washington D.C.
- Kiel Opera House, St. Louis
- Lyric Opera House (Baltimore Opera), Baltimore
- Marcus Center (Florentine Opera), Milwaukee
- McCaw Hall (Seattle Opera), Seattle
- Metropolitan Opera House (Metropolitan Opera), New York
- Moores Opera House (Moores School of Music),[1], University of Houston, Houston
- Music Hall (Cincinnati Opera), Cincinnati
- New York State Theater (New York City Opera), New York

- Newberry Opera House (South Carolina Opera and Asheville Lyric Opera), Newberry
- Sarasota Opera House (Sarasota Opera), Sarasota
- War Memorial Opera House (San Francisco Opera), San Francisco
- Segerstrom Hall (Opera Pacific), Costa Mesa
- Winspear Opera House (Dallas Opera), Dallas
- Ziff Ballet Opera House, Miami

### Venezuela
- Complejo Cultural Teresa Carreño, Caracas

## Asien og Oceanien

### Australien
- Sydney Opera House, (Opera Australia), Sydney, New South Wales
- Victorian State Theatre, Victorian Arts Centre, (Opera Australia), Melbourne, Victoria
- Lyric Theatre, Brisbane, Queensland
- Adelaide Festival Centre, Adelaide, South Australia
- His Majesty's Theatre, Western Australia, Perth, Western Australia
- Theatre Royal, Hobart, Tasmanien
- Canberra Theatre, Canberra, Australian Capital Territory

### Filippinerne
- Cultural Center of the Philippines, Manila
- Manila Grand Opera House (historisk teater, nu jævnet med jorden), Manila

### Indien
- Royal Opera House (lukket), Mumbai

### Israel
- Performing Arts Center (Israels Opera), Tel Aviv

### Japan
- Bunkamura Orchard Hall, Tokyo
- NHK Hall, Tokyo
- New National Theatre, Tokyo (NNTT), Tokyo
- Tokyo Bunka Kaikan, Tokyo
- Aichi Arts Centre, Nagoya
- Biwako Hall, Otsu, Shiga
- Kanagawa Kenmin Hall, Yokohama
- Yokosuka Arts Theatre, Yokosuka

### Kasakhstan
- Palace of Peace and Reconciliation, Astana

### Kina
- China National Grand Theatre, Beijing
- Century Theatre, Beijing
- Poly Theatre, Beijing
- People's Liberation Army Opera House, Beijing
- Zhengyici-xi-lou, Beijing Opera, Beijing
- Shanghai Grand Theatre, Shanghai
- Oriental Opera Hall, Shanghai Oriental Art Center, Shanghai
- Hangzhou Grand Theatre, Hangzhou
- Harbin Opera Theatre, Harbin

### Malaysia
- Istana Budaya, Kuala Lumpur

### Mongoliet
- National Academic Theatre of Opera and Ballet of Mongolia, Ulan Bator

### New Zealand
- St. James Theatre, Wellington
- Opera House, Wellington
- Oamaru Opera House, Oamaru[2]

### Singapore
- Esplanade - Theatres on the Bay, Singapore
- Victoria Theatre & Concert Hall, Singapore

### Sydkorea
- Daegu Opera House, Daegu
- National Theater of Korea, Seoul
- Opera House, Seoul
- Opera House, Seongnam

### Thailand
- Thailand Cultural Centre, Bangkok

### Tyrkiet
- Ankara Opera House, Ankara
- Leyla Gencer Sahnesi, Ankara
- Operet Sahnesi, Ankara

- Atatürk Cultural Center, Istanbul
- İzmir State Opera and Ballet, Elhamra Palace İzmir
- Mersin State Opera and Ballet, Mersin
- Antalya State Opera and Ballet, Antalya

### Vietnam
- Hanoi Opera House, Hanoi
- Saigon Opera House, Ho Chi Minh City

## Europa

### Albanien
- Teatri i Operas dhe Baletit, Tirana

### Armenien
- Yerevan Opera, Yerevan

### Aserbajdsjan
- Azerbaijan State Academic Opera and Ballet Theatre, Baku

### Belgien
- De Munt/La Monnaie, Bruxelles
- Opéra Royal de Wallonie, Liège
- Vlaamse Opera, Antwerp
- Vlaamse Opera, Ghent

### Bulgarien
- National Opera and Ballet, Sofia
- Varna Opera Theatre, Varna
- State Opera Stara Zagora, Stara Zagora
- Plovdiv Opera Theatre, Plovdiv
- Bourgas Opera Theatre, Bourgas
- Rousse State Opera, Rousse
- Pleven Opera Theatre, Pleven

### Danmark
- Operaen, København
- Det Kongelige Teater, København
- Den Jyske Opera, Århus

### England
- Buxton Opera House, (Buxton Festival og International Gilbert and Sullivan Festival), Buxton
- Coliseum Theatre (English National Opera), London
- Glyndebourne (Glyndebourne Festival Opera), East Sussex
- Grand Theatre (Opera North), Leeds
- The Lowry Centre (Opera North), Manchester
- Royal Opera House, Covent Garden, London
- Sadler's Wells Theatre, London

### Estland
- Rahvusooper Estonia (Den estiske nationalopera), Tallinn

### Finland
- Kansallisooppera (Den finske nationalopera), Helsinki

### Frankrig
- Auditorium de Dijon (Opéra de Dijon), Dijon
- Grand Théâtre (Opéra de Dijon), Dijon
- Grand Théâtre, Angers
- Grand Théâtre, Bordeaux
- Nouvel Opéra, Lyon
- Opéra Bastille, Paris
- Opéra Théâtre de Besançon, Besançon
- Opéra-Comique, Paris
- Opéra de Lille, Lille
- Opéra Théâtre de Limoges, Limoges
- Opéra national de Lorraine, Nancy
- Opéra de Marseille, Marseille
- Opéra national du Rhin, Strasbourg
- Opéra de Rennes, Rennes
- Opéra de Rouen, Rouen
- Opéra royal du château de Versailles, Versailles
- Opéra-théâtre de Saint-Étienne, Saint-Étienne
- Opéra-Théâtre de Metz, Metz
- Opéra de Toulon, Toulon
- Grand Théâtre de Tours, Tours
- Opéra et Orchestre National de Montpellier Languedoc-Roussillon, Montpellier
- Palais Garnier, Paris
- Théâtre du Capitole, Toulouse
- Théâtre du Châtelet, Paris
- Théâtre Graslin, Nantes

### Georgien
- Tbilisi Opera and Ballet Theatre, Tbilisi

### Grækenland
- Olympia Theatre (Den græske nationalopera), Athen
- Acropol Theatre (Den græske nationalopera), Athen
- The Lyric Stage (Den græske nationalopera), Athen
- Mégaron Mousikis Athinon, Athen
- Pallas Theatre, Athen

### Irland
- Cork Opera House, Cork
- Wexford, Wexford
- Wexford Opera House, Wexford

### Island
- Íslenska Óperan, Reykjavik

### Italien
- Arena di Verona, Verona
- Sferisterio, Macerata
- Teatro degli Arcimboldi, Milano
- Teatro Petruzzelli, Bari
- Teatro alla Scala, Milano
- Teatro Argentina, Rom
- Teatro Alfieri, Asti
- Teatro Carignano, Torino
- Teatro Carlo Felice, Genova
- Teatro Civico, Sassari
- Teatro Civico, Tortona
- Teatro Comunale, Alessandria
- Teatro Comunale Alighieri, Ravenna
- Teatro Comunale di Bologna, Bologna
- Teatro Comunale, Ferrara
- Teatro Comunale, Firenze
- Teatro Communale G. B. Pergolesi, Jesi
- Teatro Comunale, Modena
- Teatro della Pergola, Firenze
- Teatro Donizetti, Bergamo
- Teatro La Fenice, Venedig
- Teatro Lirico Giuseppe Verdi, Trieste
- Teatro Fraschini, Pavia
- Teatro Francesco Cilea, Reggio Calabria
- Teatro Giuseppe Verdi, Busseto
- Teatro della Gran Guardia, Livorno
- Teatro Grande, Brescia
- Teatro Lirico, Milano
- Teatro Lirico, Cagliari
- Teatro Malibran, Venedig
- Teatro Massimo, Palermo
- Teatro Massimo Bellini, Catania
- Teatro Municipale, Piacenza
- Teatro dell'Opera di Roma, Rom
- Teatro Politeama, Lecce
- Teatro Ponchielli, Cremona
- Teatro Regio Ducal (nedbrændt 1776, erstattet af Teatro alla Scala), Milano
- Teatro Regio di Parma, Parma
- Teatro Regio, Torino
- Teatro Rossini, Pesaro
- Teatro di San Carlo, Napoli
- Teatro Sociale, Como
- Teatro Valli, Reggio Emilia

### Kroatien
- Hrvatsko narodno kazalište u Zagrebu (Det kroatiske nationalteater i Zagreb), Zagreb

### Letland
- Latvijas Nacionālā opera, Riga

### Litauen
- Lietuvos nacionalinis operos ir baleto teatras, Vilnius

### Malta
- Royal Opera House (ødelagt), Valletta
- Manoel TheatreValletta, Valletta

### Monaco
- Opéra de Monte Carlo, Monte Carlo, Monaco

### Nederlandene
- Muziektheater (De Nederlandse Opera), Amsterdam

### Nordirland
- Grand Opera House, Belfast

### Norge
- Operahuset i Oslo (Den Norske Opera), Oslo

### Polen
- Polish National Opera (Great Theatre), Warszawa
- Baltic State Opera, Gdańsk
- Opera Krakowska, Krakow
- Krakow Chamber Opera, Krakow
- Opera Nova, Bydgoszcz
- Silesian Opera, Bytom
- Grand Theatre, Łódź, Łódź
- Great Theatre, Poznań, Poznań
- Opera in the castle, Szczecin
- Opera Podlaska, Białystok
- Warsaw Chamber Opera, Warszawa
- Wrocław Opera House, Wrocław

### Portugal
- Teatro Nacional de São Carlos, Lissabon
- Casa Da Musica, Porto

### Rumænien
- Romanian National Opera, Bukarest
- Opera House (Braşov), (Opera Braşov), Braşov
- Cluj-Napoca Romanian Opera, Cluj-Napoca
- Valie Alecsandri Theatre (Romanian National Opera), Iaşi
- Timişoaratate Theatre (Romanian National Opera), Timişoara

### Rusland
- Bolsjojteatret, Moskva
- Ekaterinburg Opera and Ballet Theatre, Ekaterinburg
- Konstantin Tachkin Ballet Theatre, Sankt Petersborg
- Mariinskij-teatret, Sankt Petersborg
- Mikhaylovsky Theatre, Sankt Petersborg
- Novaya Opera Theatre, Moskva
- Novosibirsk Opera and Ballet Theatre, Novosibirsk
- Stanislavsky and Nemirovich-Danchenko, Moskva
- Taganrog Theatre, Taganrog

### Schweiz
- Grand Théâtre de Genève, Genève
- Opernhaus Zürich, Zürich
- Theater Basel, Basel
- tadttheater Bern, Bern
- Stadttheater Luzern, Luzern
- Theater, Biel-Solothurn
- Opéra de Lausanne, Lausanne
- Theater St. Gallen, St. Gallen

### Serbien
- Serbian National Theatre, Novi Sad
- Nationalteatret, Beograd
- Madlenianum Opera and Theatre, Beograd

### Skotland
- Edinburgh Festival Theatre, Edinburgh
- Theatre Royal, Glasgow (Scottish Opera), Glasgow

### Slovakiet
- Slovak National Theatre, Bratislava
- Operahuset, Banská Bystrica
- Statsteatret, Košice

### Spanien
- Gran Teatro del Liceu, Barcelona
- Teatro Real, Madrid
- Euskalduna Jauregia (Asociación Bilbaína de Amigos de la Ópera), Bilbao
- El Palau de las Artes Reina Sofía, Valencia
- Palacio de la Ópera, A Coruña
- Teatro Campoamor, Oviedo
- Teatro de la Maestranza, Sevilla
- Teatro de la Zarzuela, Madrid
- Teatro Arriaga, Bilbao
- Kursaal Palace, Donostia-San Sebastián
- Teatre Principal de Maó, Mahón

### Sverige
- Drottningholms Slottsteater, Drottningholm
- Göteborgsoperan, Gøteborg
- Kungliga Operan, Stockholm
- Folkoperan, Stockholm
- Malmö Opera och Musikteater, Malmø
- Norrland Opera, Umeå

### Tjekkiet
- Národní Divadlo (Nationalteatret), Prag
- Státní opera Praha (Prags statsopera), Prag
- Stavovské divadlo, Prag

### Tyrkiet
- Ankara Opera House, Ankara (Istanbul Statsopera)
- Elhamra Palace (Izmir State Opera), Izmir
- Antalya Statsopera, Antalya
- Mersin Statsopera, Mersin
- Ankara Statsopera, Ankara

### Tyskland
- Aalto-Theater, Essen
- Alte Oper (tidligere operahus), Frankfurt
- Anhaltisches Theater, Dessau
- Badisches Staatstheater Karlsruhe, Karlsruhe
- Bayreuth Festspielhaus, Bayreuth
- Cuvilliés Theatre, München
- Deutsche Oper am Rhein, Düsseldorf
- Deutsche Oper Berlin, Berlin
- Festspielhaus Baden-Baden, Baden-Baden
- Hamburgische Staatsoper, Hamborg
- Hessisches Staatstheater, Wiesbaden
- Komische Oper Berlin, Berlin
- Krolloper (ødelagt 1943), Berlin
- Landestheater Altenburg, Altenburg
- Markgräfliches Opernhaus, Bayreuth
- Meininger Theater, Meiningen
- Musiktheater im Revier, Gelsenkirchen
- Nationaltheater Mannheim, Mannheim
- Nationaltheater München (Bayerische Staatsoper), München
- Nationaltheater Weimar, Weimar
- Oldenburgisches Staatstheater, Oldenburg
- Oper Bonn, Bonn
- Oper Frankfurt, Frankfurt
- Oper Köln, Köln
- Oper Leipzig, Leipzig
- Opernhaus Chemnitz, Chemnitz
- Opernhaus Düsseldorf, Düsseldorf
- Opernhaus Halle, Halle
- Opernhaus Kiel, Kiel
- Opernhaus Wuppertal, Wuppertal
- Prinzregententheater, München
- Saarländisches Staatstheater, Saarbrücken
- Semperoper (Sächsische Staatsoper Dresden), Dresden
- Staatsoper Hannover, Hannover
- Staatsoper Unter den Linden, Berlin
- Staatstheater am Gärtnerplatz, München
- Staatstheater Braunschweig, Braunschweig
- Staatstheater Darmstadt, Darmstadt
- Staatstheater Kassel, Kassel
- Staatstheater Mainz, Mainz
- Staatstheater Nürnberg, Nürnberg
- Staatstheater Stuttgart, Stuttgart
- Theater am Goetheplatz, Bremen
- Theater Dortmund, Dortmund
- Theater Duisburg, Duisburg
- Theater Erfurt, Erfurt
- Theater Lübeck, Lübeck
- Theater Ulm, Ulm

### Ukraine
- Kyiv Opera, Kyiv
- Lviv National Academic Theatre of Opera and Ballet, Lviv
- Akademické divadlo opery a baletu v Oděse, Odessa
- Dnipro Opera, Dnipro
- Kharkiv Opera, Kharkiv
- Donetsk Opera, Donetsk

### Ungarn
- Budapesti Operettszínház, Budapest
- Erkel Színház, Budapest
- Magyar Állami Operaház, Budapest

### Wales
- Canolfan Mileniwm Cymru (Wales Millennium Centre, den walisiske nationalopera), Cardiff

### Østrig
- Grazer Oper, Graz
- Großes Festspielhaus, Salzburg
- Schönbrunn Schlosstheater, Wien
- Theater an der Wien (historisk teater fra Mozarts tid), Wien.
- Volksoper Wien, Wien
- Wiener Kammeroper, Wien
- Theater am Kärntnertor (Hofoper), Wien
- Wiener Staatsoper, Wien